# Dozmat
Dozmat (em croata: Duzmat) é um município da Hungria, situado no condado de Vas. Tem 8,54 km² de área e sua população em 2015 foi estimada em 231 habitantes.